# 撒克遜薩州花粉
撒克遜薩州花粉（學名：Saxonipollis saxonicus）為已滅絕的一種植物。僅能由化石化的花粉來瞭解它，發現於東德的始新世沈積物。
本種是可能是貉藻屬的先驅，或是與它的先驅有近緣關係。